# Марковское нефтегазоконденсатное месторождение

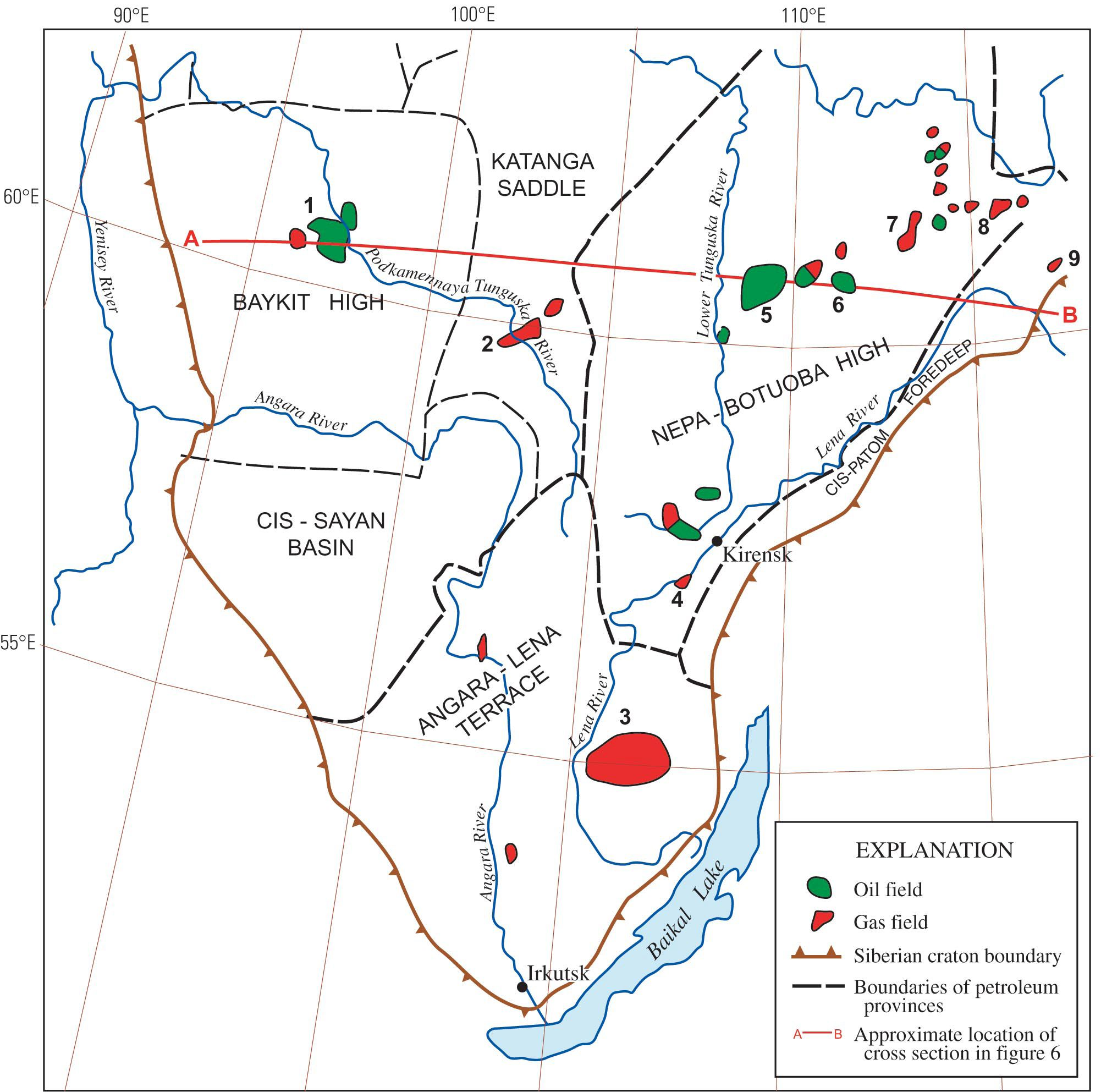
Месторождения нефти и газа в Восточной Сибири: (1) Юрубчено-Тохомское, (2) Соба, (3) Ковыктинское, (4) Марковское, (5) Верхнечонское, (6) Талаканское, (7) Среднеботуобинское, (8) Верхневилючанское, (9) Бысахтахское

Марковское — нефтегазоконденсатное месторождение в России. Открыто трестом «Востсибнефтегеология» в марте 1962 года. Расположено в 160 км к юго-западу от города Киренска, в районе посёлка Верхнемарково Иркутской области. Начальник нефтеразведки — Шалагин Валентин Михайлович, главный геолог — Овченков Леонид Кузьмич.
Открытие Марковского месторождения стало фактически открытием промышленного нефтегазового потенциала как Иркутской области, так и прилегающих территорий.
Нефтегазоносность связана с отложениями вендского и кембрийского возрастов. Первый газонефтяной (аварийный) выброс со свободным фонтанированием дебитом около тысячи тонн в сутки был получен в опорной скважине № 1, заложенной в присводовой части Марковской антиклинали, с глубины 2162–2164 м (известково-песчано-глинистый порово-трещинный коллектор осинского пласта). Начальное пластовое давление не менее 216 атм.
Запасы нефти оцениваются в 20 млн тонн. Плотность нефти составляет 0,850 г/см3 или 34° API. 
Нефтегазоконденсатное месторождение относится к Восточно-сибирской нефтегазовой провинции. 
Оператором месторождения является Иркутская нефтяная компания.